# Metalimnophila simplicis
Metalimnophila simplicis is een tweevleugelige uit de familie steltmuggen (Limoniidae). De soort komt voor in het Australaziatisch gebied.